# سيد شطا
سيد شطا (31 يناير 1897 - 7 أغسطس 1985) هو ملحن ومغني مصري.

## حياته ونشأته
ولد سيّد محمد عبد الجواد شطا في 31 يناير سنة 1897 في حي السيدة زينب بالقاهرة، وتعلم مبادئ القراءة والكتابة في احدى كتاتيب الحي، تلقى تعليمه الابتدائي في مدرسة الخليل آغا بحي الحسين، وقبل ان يبلغ العاشرة من عمره كان مولعا ومحبا بتلاوة القرآن وترديد الأناشيد، حصل سنة 1911 على الشهادة الابتدائية، وعرف لدى زملائه بالمدرسة التابعة للخديوي عباس حلمي بجمال صوته.

## مسيرته[4]
- ترأس حفلات المدرسة وهو يسكن بالسيدة في حديقة ماميشي، بجوار منزل حسن والي باشا شقيق جعفر باشا وزير الداخلية آنذاك، والذي أعجب بصوته وكان مولعا بالفن ويعلّم نخبة من الشباب الموسيقى في بيته، فطلب من شطا ان يلتحق بمدرسته الصغيرة في بيته وهناك تعلم مبادئ الموسيقى والعزف على العود.
- أحيى أول حفلة غنائية بمفرده سنة 1916 أمام الجمهور وذلك في كازينو البوسفور بالقاهرة وكانت الانطلاقة الكبرى لمسيرته الفنية.
- أنتقل لسكن بحي الشعرية سنة 1920 وبدأ يلحن الاغاني والأدوار.[5]
- أحيى الكثير من الافراح لكسب قوته اليومي لأن الاذاعة وقتها لم تنشر أغانيه في نطاق أوسع، الأ أنه حظي بعناية الموسيقار الكبير سيد درويش الذي لحن له اغنيتين .[6]
- سافر الى المغرب باتفاق مع جاره إبراهيم المراكشي الذي كان واسطته للعمل بقصر التهامي باشا القلاوي حاكم المغرب الذي كلفه بتعليم جواريه الغناء والعزف، عاد بعد سنة الى مصر وتزوج أم أولاده السيدة نصّار وواصل رحلاته الفنية الى المغرب مرورا بطرابلس وتونس التي لبث فيها طويلا لما وجد فيها من جو فني ملائم.[7]
- عاد للمرة الثانية الى تونس سنة 1929 ليقيم فيها فترة أطول، ورهن فيلا كان يملكها في حدائق القبة بالقاهرة لتغطية مصاريفه، ولقي نجاح كبيرا، وتعرف على أشهر الفنانين في تونس آنذاك مثل حسيبة رشدي وفضيلة ختمي وشافية رشدي، ولحن لهم.[8]
- لحن لشافية رشدي في فرقة المستقبل للتمثيل العديد من المسرحيات التونسية، بمساعدة صديقه المغني المصري أحمد فاروز وكان عازف عود.[9]
- عاد الى مصر سنة 1934 ولحن أغنية يا جمال الريف للمغني إبراهيم حمودة، ومثّل في مسرحية كليوباترا مع الفنانة منيرة المهدية بعد ان تخاصمت مع محمد عبد الوهاب، ومسرحية عبد الرحمان الناصر والعشرة الطيبة.
- أستقر في تونس سنة 1935، وقد بعث توكيلا لصديقه الشيخ أمين حسنين لبيع الأرض التي كان يملكها بمنطقة المرج، وسكن مع عائلته في منطقة باب منارة ثم باب سويقة بمدنية تونس وظل يعمل مع فرقة تونسية.[10]
- كانت البداية الحقيقية في تونس بتعامله مع الفنانة فتحية خيري بتلحين مسرحيتها الافريقية، ارتبط اسمه بها بعدما لحن لها عددا كبيرا من الأغاني وصل الى قرابة 40 أغنية.
- استقرت قدمه على أرضية فنية مع فتحية وأصبح له جمهور انضم الى فرقة المطربة فتحية خيري مطرب أول في فرقتها وكعازف على العود.
- بعد افتتاح الاذاعة التونسية سنة 1938، أصبح له برنامج فني خاص ودوري كل اسبوع بصوت رفيقة دربه المطربة فتحية خيري.[11]
- اتصل به محمد المنصف باي بعد توليه عرش تونس سنة 1942 وكلفه بتعليم كريمته الأميرة زكية أصول الموسيقى والعزف على آلة العود، فأهدى له فيلا كبيرة في ضاحية المرسى ليسكن فيها مع أفراد عائلته، لكن الأقدار شاءت ان تسوء الأحوال في تونس بعد خلع المنصف باي سنة 1943 من قبل السلطة الاستعمارية في 14 مايو.
- عاد شطا الى بيته في حي باب سويقة بعد مرض ابنته، وماتت ابنته وزوجته سيدة نصار سنة 1945 فكانت هذه الفترة من اتعس فترات حياته.
- عاد الى القاهرة بعد وفاتهم، وبمجرد وصول الحبيب بورقيبة (زعيم الحركة الوطنية التونسية وقتها وأول رئيس تونس) الى القاهرة للتعريف بالقضية التونسية اتصل به شطا ورافقه في نشاطه السياسي عديد المرات وقدم له جليل الخدمات.[12]
- اتجه سنة 1957 كليّا بالأداء والتلحين ذات الطابع الديني، وبدأ مع فرقة الشيخ محمود عزيز للسلامية وتلحين القصائد الدينية.[13]
- لحن لعدة اصوات تونسية مشهورة منها نعمة وعلية وهناء راشد وزهيرة سالم ويوسف التميمي وأحمد حمزة ومحمد أحمد ومصطفى الشرفي ومحمد الفرشيشي، وخاصة المجموعة الصوتية للإذاعة التونسية.

## أعماله
كانت البداية الحقيقية في تونس بتعامله مع الفنانة فتحية خيري بتلحين مسرحيتها الافريقية، ارتبط اسمه بها بعدما لحن لها عددا كبيرا من الأغاني وصل الى قرابة 40 أغنية، ومن الأغاني التي لحنها شطا ومن أهمها:
- لفتحية خيري :
- ما ثناها (للشاعر عبد الرزاق كرباكة من تونس).
- يا هاترة بالعين (للشاعر عبد الرزاق كرباكة من تونس).
- أترى تذكرينني (للشاعر محمد العريبي).
- في الليل والظلمة تخيّم (للشاعر محمد العريبي).
- انا بنت الفلاحة.
- فين النسيم العليل، للشاعر محمود بورقيبة.
- ما احلى ليالي اشبيليا، للشاعر الهادي العبيدي.
- يا جاهل المحبة، للشاعر جلال الدين النقاش.
- قالوا الجمال أسرار، وهي من تأليفه.
- نحي نغمك، للشاعر المصري محمد الهلاوي.

- حسيبة رشدي :
- البخت (من تأليفه).
- يابنات الريف (للشاعر المصري عبد الفتاح الشرقاوي).
- قلبي انشغل بيك (للشاعر المصري محمد الهلاوي).

- لنادية حسن:
- فرحان يا حبايب، (لبد المجيد عبد الفتاح).
- والله زمان يا جار (لمحمد الهلاوي).